# Ilê Axé Ibá Ogum
Ilê Axé Ibá Ogum é um terreiro do Candomblé Queto situado em Vasco da Gama, Salvador, na Bahia. Foi fundado em 1890 e tem Ogum como o orixá regente. É administrado pela ialorixá Maria Adélia Santana dos Reis. É tombada pelo Instituto do Patrimônio Artístico e Cultural da Bahia (IPAC).